# NS 8000
De locomotief NS 8001 was een rangeertenderlocomotief van de Nederlandse Spoorwegen (NS) en diens voorgangers Maatschappij tot Exploitatie van Staatsspoorwegen (SS) en Nederlandsche Centraal-Spoorweg-Maatschappij (NCS).
In 1917 kocht de NCS een tweeassige rangeertenderlocomotief van een aannemer voor het rangeerwerk te Utrecht CS. De locomotief was reeds in 1903 gebouwd door Orenstein & Koppel te Potsdam bij Berlijn. Na ombouw werd de loc in 1918 bij de NCS in dienst gesteld.
In 1919 werd de exploitatie van de NCS overgenomen door de SS, waarbij deze locomotief in de SS-nummering werd opgenomen als 615. Bij de samenvoeging van het materieelpark van de SS en de HSM in 1921 kreeg de locomotief het NS-nummer 8001. De NS zette de 8001 in voor rangeerwerk bij de centrale werkplaats in Haarlem. In 1926 werd de locomotief buiten dienst gesteld.